# 劉臬
劉臬（1492年—？），字憲甫，湖廣安陸衛（今湖北省鐘祥市）人，明朝政治人物。正德辛巳进士，嘉靖间官至山西巡抚。

## 生平
湖廣鄉試第十八名。正德十六年（1521年）登辛巳科二甲十六名進士。授主事，嘉靖六年（1527年）九月改授陕西道监察御史，八年巡按雲南，云南左等六卫军士因放粮后期，聚众鼓噪于巡抚门外，十月刘臬以颠倒参劾，任意回护调外任，寻谪臬四川夔州府推官。
历升南京通政使司右通政，十九年十二月升顺天府府尹，嘉靖二十年（1541年）十一月官都察院右副都御史、提督雁门等关兼山西巡撫。二十一年六月韃虜围攻太原，并由太原南下，欲犯平阳、泽潞等地，刘臬因地方失事，被弹劾革职候勘。二十二年二月坐守备不设，謫戍边卫。

## 家族
曾祖劉讓，贈資政大夫南京都察院右都御史；祖父劉琮，封中憲大夫都察院右佥都御史贈資政大夫南京都察院右都御史；父劉洪，曾任資政大夫南京都察院右都御史贈刑部尚書。母魯氏（封夫人）。慈侍下。兄劉采、劉槩（行人贈監察御史）、劉槊（贡士）、劉渠（同科進士）。